# Eta Lyrae
Eta Lyrae (η Lyr / η Lyrae) es una estrella en la constelación de Lyra. Su nombre tradicional es Aladfar (palabra árabe para garras).
- Datos: Q1570903